# Corsa dei barberi
Il palio dei barberi o corsa dei barberi era una gara ippica e una festa popolare in varie città, tra cui Siena, Roma, Firenze, Padova, Chieti, Poggio Mirteto, Pistoia (oggi giostra dell'orso). Una versione si disputa ancora oggi a Ronciglione, in occasione del Palio Città di Ronciglione.

## A Firenze

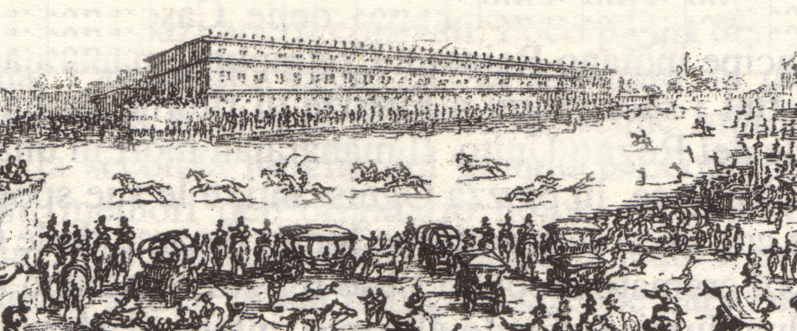
Il palio fiorentino attraversa Piazza Pitti, in una stampa di Jacques Callot

La corsa ha origini nel 1271, ed è ricordata anche da Dante Alighieri, che nel Paradiso fa dire al trisavolo Cacciaguida:
dove si truova pria l'ultimo sesto

da quel che corre il nostro annual gioco.»
(Paradiso XVI, 40-42)
A Firenze si correvano diversi palii per ricordare le vittorie fiorentine. Il più antico, detto Palio dé Barberi, si correva per festeggiare la vittoria, avvenuta nel 406 sotto Fiesole, del generale romano Stilicone contro Radagaiso, condottiero ostrogoto. Radagaiso era a capo di un esercito di tribù germaniche (Goti, Vandali, Suebi, Burgundi) detti appunto Barberi. Il Palio prendeva le mosse dalle Fonti a Colombaia in via Senese, percorreva tutta la via Romana, la piazza Pitti, traversava il Ponte Vecchio, la Porta S. Maria, l'attuale piazza Repubblica e l'arrivo era alla Basilica romana di Santa Reparata, nella attuale Piazza San Giovanni. Fu per questo che da allora l'arrivo di ogni Palio fu detto "la riparata", il momento più difficile perché i palafrenieri dovevano fermare in poco spazio i cavalli eccitati dalla corsa. Il Palio dé Barberi si disputava appunto l'8 ottobre, festività di Santa Reparata. "Ed in fatti in un Libro di deliberazioni della Repubblica del 1363, si ordina, che si spendano Fiorini 37 e mezzo d'oro per un panno scarlatto ed altri ornamenti per il suddetto Palio", come scrive l'abate Domenico Moreni nel suo Notizie Istoriche del 1792. Dato che la maggior parte del percorso era nel Gonfalone della Sferza il simbolo del Gonfalone divenne una frusta da fantino.
Un altro Palio si svolgeva il 24 giugno, giorno di San Giovanni, patrono di Firenze. La corsa iniziava da via Ponte alle Mosse, che deve il suo nome proprio al fatto di essere il punto dal quale si partiva, cioè si prendevano le mosse, per passare dalla Porta al Prato lungo lo spiazzo del Prato, dove si trovava il palco con il granduca, la Loggia Reale. Dal vicino palazzo Corsini al Prato i nobili potevano guardare la corsa dalla terrazza appositamente fatta costruire. La corsa proseguiva tra le vie del centro, con via Palazzuolo, poi via degli Strozzi, poi via del Corso (che forse si chiama così proprio per la corsa che vi passava), per poi arrivare all'arco di San Pierino e alla porta alla Croce dove si trovava il traguardo e i cavalli avevano la "riparata".
Attraverso un sistema di fumi colorati e di messaggeri con specchi, appostati sui tetti e campanili cittadini, la notizia del vincitore poteva arrivare immediatamente al granduca nella tribuna in via il Prato.
L'ambìto premio destinato al vincitore consisteva in un drappo di notevole valore (il "palio"), decorato col giglio fiorentino e la croce rossa del popolo.
La corsa si svolse regolarmente fino al 1858. Il Risanamento di Firenze aveva poi aperto cantieri di demolizione nel centro della città compromettendone il tracciato. Al termine delle opere non si sentì comunque il bisogno di riprendere questa antica tradizione.

## A Roma

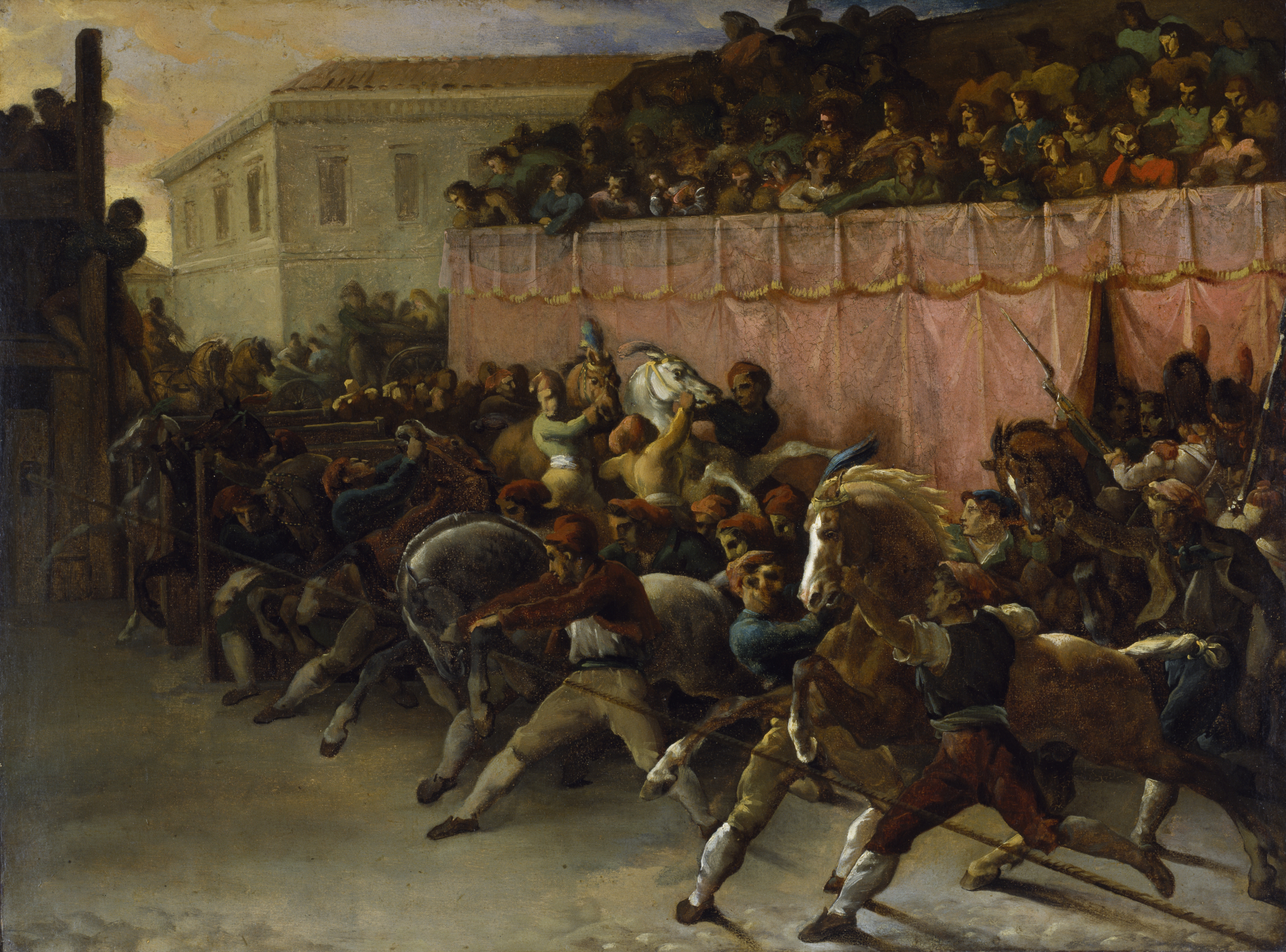
Géricault, 1818 - Partenza della corsa dei Barberi alle tribune di piazza del Popolo

Il Carnevale romano contava su una lunga tradizione di tornei e corse quando nel 1462, con l'elezione al pontificato di papa Paolo II, venne appositamente realizzata l'attuale via del Corso, allora via Lata. Di tutte le corse del Carnevale romano, la corsa dei cavalli barberi era l'evento principale.
I cavalli “scossi” venivano raggruppati proprio sotto l'obelisco di piazza del Popolo accanto al quale venivano costruite delle tribune dalle quali le persone più ricche e potenti della città potevano assistere da vicino alla partenza della gara. Le altre persone affittavano dei posti lungo la via Lata per assistere alla corsa. I balconi che affacciavano sulla via erano gremiti di gente che lanciava fiori e confetti ai forestieri, e adornati con drappi e broccati. I meno fortunati, invece, erano costretti ad affollarsi sulle pendici del Pincio. Nei momenti che precedevano la partenza, i cavalli erano tenuti dai barbareschi (gli odierni palafrenieri) con difficoltà perché aizzati e infastiditi da spilli inseriti in palle di pece che venivano attaccate sulla loro groppa. Quando si udivano gli spari a salve, tutti sapevano che la Corsa era cominciata. I cavalli venivano lanciati lungo via del Corso verso piazza Venezia, dove un grosso drappo sospeso in aria segnava la fine del percorso. L'arrivo e la “cattura” dei cavalli scossi, intimoriti e per nulla propensi a fermarsi di fronte ai barbareschi sono ricordati come momenti estremamente spettacolari per quella folla vogliosa di emozioni forti. 
Tanti nobili, reali, artisti e viaggiatori accorrevano a Roma per la corsa e ne lasciarono traccia nei loro scritti fino all'unità d'Italia quando, nel 1874, Vittorio Emanuele II decise di abolire per sempre questo evento a causa della morte di un giovane, che assisteva alla corsa e fu travolto e ucciso. Questa scelta del Savoia segnò così l'inizio del declino del Carnevale romano.

## Altrove
A Caltagirone la corsa dei berberi partiva dallo spiazzo antistante il convento di San Francesco di Paola e prima della stessa venivano distribuiti confetti a gentildonne e gentiluomini cittadini e forestieri.
Nella prima metà dell'Ottocento a Poggio Mirteto nelle due ultime giornate di Carnevale (prima che questa festa fosse spostata alla prima domenica di quaresima e nel 1862 diventasse Carnevalone), cioè il Lunedì e Martedì grasso, si effettuavano ogni anno due Corse di Cavalli Barberi.
Tutt'oggi a Ronciglione, si corre ogni estate il Palio Città di Ronciglione, unica espressione esistente della Corsa dei Barberi.